# Движение скоростников
Движение скоростников — массовое движение советских рабочих-последователей токаря Московского завода шлифовальных станков П. Б. Быкова и токаря Ленинградского станкостроительного завода имени Я. М. Свердлова Г. С. Борткевича, в кратчайшие сроки овладевавших новой техникой и использовавших скоростные методы труда.
В период второй пятилетки (1933—1937 года) Г. С. Борткевич установил скоростной рекорд резания на токарно-винторезном станке, выполнив норму на 1404 %, что фактически привело к началу формирования движения скоростников. В 1935 году рабочим станкостроительного завода имени Орджоникидзе И. И. Гудовым были разработаны скоростные методы фрезерной обработки. В 1937 году токарь Инструментального завода Москвы И. К. Аристархов установил скоростной рекорд резания металла. Среди строителей скоростные методы труда были наиболее удачно применены стахановцами С. С. Максименко и П. С. Орловым.
При возведении ряда зданий в Москве на улицах Горького (ныне Тверская) и Большой Калужской (ныне входит в состав Ленинского проспекта) использовался скоростной поточный метод строительного производства.
В годы Великой Отечественной войны (по другим данным, в 1946—1950 годах) переросло в массовое движение.
В 1946 году П. Б. Быков добился новых методов скоростного резания. Идею скоростного формирования и вождения тяжеловесных поездов выдвинул машинист Московско-Рязанской железной дороги В. Г. Блаженов. Сталевар московского завода «Серп и Молот» А. Овчинников стал инициатором скоростной плавки различного рода металла. По состоянию на 1950 год, 45 % рабочих Москвы являлись скоростниками, из которых 9 тысяч человек входили в ряды фрезеровщиков.
Также получило распространение в странах социалистического лагеря.